# 公爵領
公爵領（英語: duchy, dukedom）は、公爵（英語: duke：女性形 duchess）が支配する領域、知行地、ないし領地。
ドイツやイタリアのように、中央集権的な国家統一が近代に至るまで進まなかった地域では、公爵領が主権をもつ国家として存続した例があった。しかし、イングランド、フランス、スペインのように、中世期に国家統一が進んだ国々においては、公爵領は王国内の一部地域となる。

## 事例
ルクセンブルクなど、伝統的に大公国は、主権国家として独立していた。主権を有する公爵領、すなわち公国は、神聖ローマ帝国の範囲を中心に、かつてはドイツ語圏に広く存在していた。
フランスには、中世期には多数の公爵領が存在していた。イギリス女王であるエリザベス2世は、チャンネル諸島の領有との関係から、中世フランスの爵位であるノルマンディー公爵位を現在も有していると主張している。この他、重要なフランスの公爵領の例としては、ブルゴーニュ公国、ブルターニュ公国、アキテーヌ公国などが挙げられる。
中世ドイツの部族大公領（ドイツ語: Stammesherzogtum）は、フランク王国との結びつきから成立しており、主なゲルマン人の部族が定住していた地域にそれぞれ対応している。部族大公領は、主要な封建的領邦の核となり、神聖ローマ帝国を構成していた。カロリング朝（751年 - 987年）までに、シュヴァーベン、バイエルン、ザクセンが部族大公領として成立し、その後、フランケン、ロートリンゲンが加わった。
中世イングランドにおいては、現在のランカシャーやコーンウォールの領域に公爵領（ランカスター公領、コーンウォール公領）が設けられ、公爵には一定の権力が与えられていた。1351年に設けられたランカスター公爵位は、1399年に、この年に没した先代公爵ジョン・オブ・ゴーントの相続者であったヘンリー・ボリングブルックがヘンリー4世としてイングランド王に即位したため、以降は王位とともに継承されることとなった。今日ではランカスター公爵位は常に王が保有しており、公爵領の地代収入は王室の御手元金 (Privy Purse) となっている。1337年に設けられたコーンウォール公爵位は、王位継承者のひとりに与えられてきた。今日、コーンウォール公爵領は王位継承権者のうち王の最年長の男子の所有となり、該当者がいない場合は王に返上され、該当者が新たに生まれれば自動的に所領として与えられるようになっている。これら2つの公爵領は、（コーンウォール公爵位については論争があるものの）政治的な役割はもはや失っているが、公爵位を継承したその領有者に私的な地代収入を生み出し続けている。薔薇戦争の際、時のヨーク公エドワード・プランタジネット（後のエドワード4世）は、安全を保障し、自らがヨーク公爵領を領有することの正当性を訴えて、ヨークに無血入城した。イングランド各地にあった封建制の下での公爵領は、その後すべて王家に吸収されることになった。上述のコーンウォール公爵領とランカスター公爵領を別にすれば、イギリスの王族が保有する公爵位は単なる儀礼称号であり、土地の所有権を含意するものではない。王族以外の貴族が保有する公爵位は、公爵位に付随する不動産の所有を伴うものとなっているが、今日では、これらは公爵の個人資産として扱われ、封建的特権は付随していない。
現代では、地理的広がりをもった領域として公爵領が存在することは稀になっており、公爵領が純粋に象徴的な性格のものとなって既に数世紀が経っている。今日では、大公国として独立しているルクセンブルクは別として、独立した主権国家となっている公爵領は存在しない。

## 大公国
- ルクセンブルク大公国 - 1815年から現存。
- 現在のドイツに存在した大公国
  - ザクセン=ヴァイマル=アイゼナハ大公国 - 1815年から1918年まで、現在のテューリンゲン州に存在。
  - メクレンブルク=シュヴェリーン大公国 - 1815年から1918年まで、現在のメクレンブルク=フォアポンメルン州に存在。
  - メクレンブルク=シュトレーリッツ大公国 - 1815年から1918年まで、現在のメクレンブルク=フォアポンメルン州に存在。
  - オルデンブルク大公国 - 1815年から1918年まで、現在のニーダーザクセン州に存在。
  - ヘッセン大公国 - 1806年から1918年まで、現在のヘッセン州に存在。
  - バーデン大公国 - 1806年から1918年まで、現在のバーデン=ヴュルテンベルク州に存在。
  - ベルク大公国 - 1806年から1813年まで、現在のノルトライン=ヴェストファーレン州に存在。
  - ヴュルツブルク大公国 - 1805年から1814年まで、現在のバイエルン州に存在。
- クラクフ大公国 - 1846年から1918年まで、現在のポーランドに存在。
- ポズナン大公国 - 1815年から1848年まで、現在のポーランドに存在。
- フィンランド大公国 - 1809年から1917年まで、現在のフィンランドの前身。
- トスカーナ大公国 - 1569年から断絶期をはさみ1860年まで、現在のイタリアトスカーナ州に存在。
- リトアニア大公国 - 12世紀ころから1795年まで、現在のリトアニアを中心に存在。一時は版図が黒海にまで及んだ。

## 歴史上存在した公国、公爵領

### ドイツ
- クレーフェ公国 - 1417年から1609年まで、現在のドイツ・オランダ国境一帯に存在。
- ポメラニア公国 - 1121年から1637年まで、現在のドイツ北東部からポーランド北部にかけて存在。
- ユーリヒ公国 - 1356年から1795年まで、現在のドイツ・オランダ国境一帯に存在。
- ザクセン公国 - 844年から1806年まで、ドイツ北部に存在。
- バイエルン公国 - 1180年から1806年まで、ドイツ南西部に存在。
  - バイエルン・インゴルシュタット公国
  - バイエルン・ミュンヘン公国
  - バイエルン・ランツフート公国
- プファルツ=ノイブルク公領 - 1505年から1808年まで、ドイツ南西部に存在。
- シュレースヴィヒ公国 - 1058年から1866年まで、現在のドイツ・デンマーク国境一帯に存在。
- ホルシュタイン公国 - 1474年から1866年まで、ドイツ北部に存在。
- ザクセン=ラウエンブルク公国 - 1296年から断絶期をはさみ1876年まで、ドイツ北部に存在。
- オルデンブルク公国 - 1777年から1918年まで、ドイツ北西部に存在。
- ブラウンシュヴァイク公国 - 1815年から1918年まで、ドイツ北部に存在。
- ブラウンシュヴァイク=リューネブルク公国
- ザクセン=ヴァイマル=アイゼナハ公国
- メクレンブルク=シュヴェリーン公国
- メクレンブルク=シュトレーリッツ公国
- オルデンブルク公国
- バーデン公国
- アンハルト公国
- ヴュルテンベルク公国
- ザクセン=アイゼンベルク公国
- ザクセン=アルテンブルク公国
- ザクセン=イェーナ公国
- ザクセン=ヴィッテンベルク公国
- ザクセン=ゴータ公国
- ザクセン=ゴータ=アルテンブルク公国
- ザクセン=コーブルク=アイゼナハ公国
- ザクセン=コーブルク=ゴータ公国
- ザクセン=ザールフェルト公国
- ザクセン=ヒルトブルクハウゼン公国
- ザクセン=マイニンゲン公国
- ザクセン=マルクスール公国
- ザクセン=レムヒルト公国
- シュヴァーベン公国
- ナッサウ公国
- ベルク公国
- プファルツ=クレーブルク公国
- プファルツ=ズルツバッハ公国
- プファルツ=ズルツバッハ=ヒルポルトシュタイン公国
- プファルツ=ツヴァイブリュッケン=ビルケンフェルト公国
- プファルツ=ツヴァイブリュッケン公国
- プファルツ=ツヴァイブリュッケン=ビシュヴァイラー公国
- プファルツ=ビルケンフェルト=ゲルンハウゼン公国
- プファルツ=ビルケンフェルト=ツヴァイブリュッケン公国
- プファルツ=モスバッハ公国
- プファルツ=モスバッハ=ノイマルクト公国

### オーストリア
- ケルンテン公国 - 976年から1919年まで、現在のオーストリアからスロベニアにかけて存在。
- オーストリア公国
- シュタイアーマルク公国

### イタリア
- スポレート公国 - 570年から1198年まで、イタリア中部に存在。
- マントヴァ公国 - 1530年から1708年まで、イタリア北部に存在。
- ミラノ公国 - 1395年から1797年まで、イタリア北部に存在。
- サヴォイア公国 - 1416年から1860年まで、現在の仏伊国境一帯に存在。
- パルマ公国 - 1545年から1860年まで、イタリア北西部に存在。パルマ・エ・ピアチェンツァ公国とも。
- モデナ=レッジョ公国
- フィレンツェ公国
- ルッカ公国
- ウルビーノ公国
- グアスタッラ公国
- アマルフィ公国
- ベネヴェント公国
- モンフェッラート公国

### 低地地方
- ブラバント公国 - 1183年から1795年まで、現在のベルギーからオランダにかけて存在。
- リンブルフ公国

### フランス
- ブルゴーニュ公国 - 14世紀から1477年まで、現在のドイツ・フランス国境一帯に存在。
- バル公領 - 1354年から1508年まで、フランス東部に存在。
- ロレーヌ公国
- ノルマンディー公国
- ブルターニュ公国

### ポーランド
- プロシア公領 - 1525年から1618年まで、現在のポーランド北部一体に存在。
- ワルシャワ公国 - 1807年から1813年まで、現在のポーランド南部一帯に存在。
- オポーレ公国
- ラチブシュ公国
- オレシニツァ公国
- グウォグフ公国
- クルノフ公国
- ザトル公国
- チェシン公国
- ビェルスコ公国
- ビトム公国
- ブジェク公国
- ヤヴォル公国
- レグニツァ公国

### その他
- ベラグア公爵領 - 1537年から1556年まで、現在のニカラグア、コスタリカ、パナマ国境一帯に存在。
- エストニア公国 - 1561年から1721年まで、現在のエストニア北部に存在。
- バルト連合公国 - 第一次世界大戦末期の1918年に構想された国家。現在のバルト三国にあたる。
- クールラント・ゼムガレン公国
- ナクソス公国